# Matagorda County
Das Matagorda County ist ein County im Bundesstaat Texas der Vereinigten Staaten mit 36.255 Einwohnern. Der Sitz der County-Verwaltung (County Seat) befindet sich in Bay City.

## Geographie
Das County liegt im Südwesten von Texas am Golf von Mexiko und hat eine Fläche von 4176 Quadratkilometern, wovon 1289 Quadratkilometer Wasserfläche sind. Es grenzt im Uhrzeigersinn an folgende Countys: Brazoria County, Jackson County und Wharton County.

## Geschichte
Matagorda County wurde am 17. März 1836 als Original-County gebildet. Die Verwaltungsorganisation wurde im folgenden Jahr abgeschlossen. Benannt wurde es nach dem spanischen Wort für den Röhricht, der entlang der Küste des Golfs von Mexiko wächst.

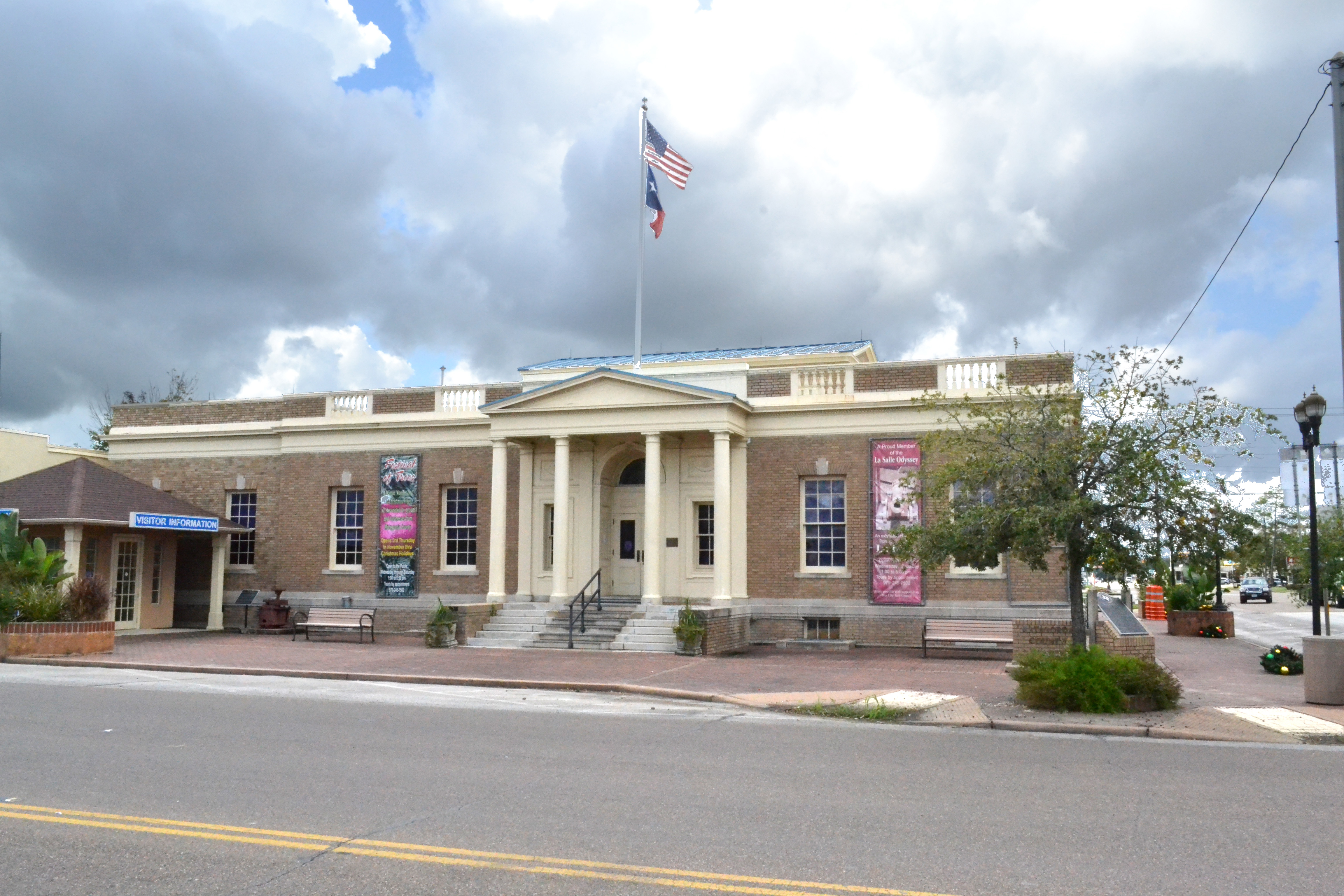
Bay City Post Office (2016)

13 Bauwerke und Bezirke im County sind im National Register of Historic Places („Nationales Verzeichnis historischer Orte“; NRHP) eingetragen (Stand 27. November 2021), darunter das Bay City Post Office, das Luther Hotel und der South Side Residential Historic District.

## Demografische Daten

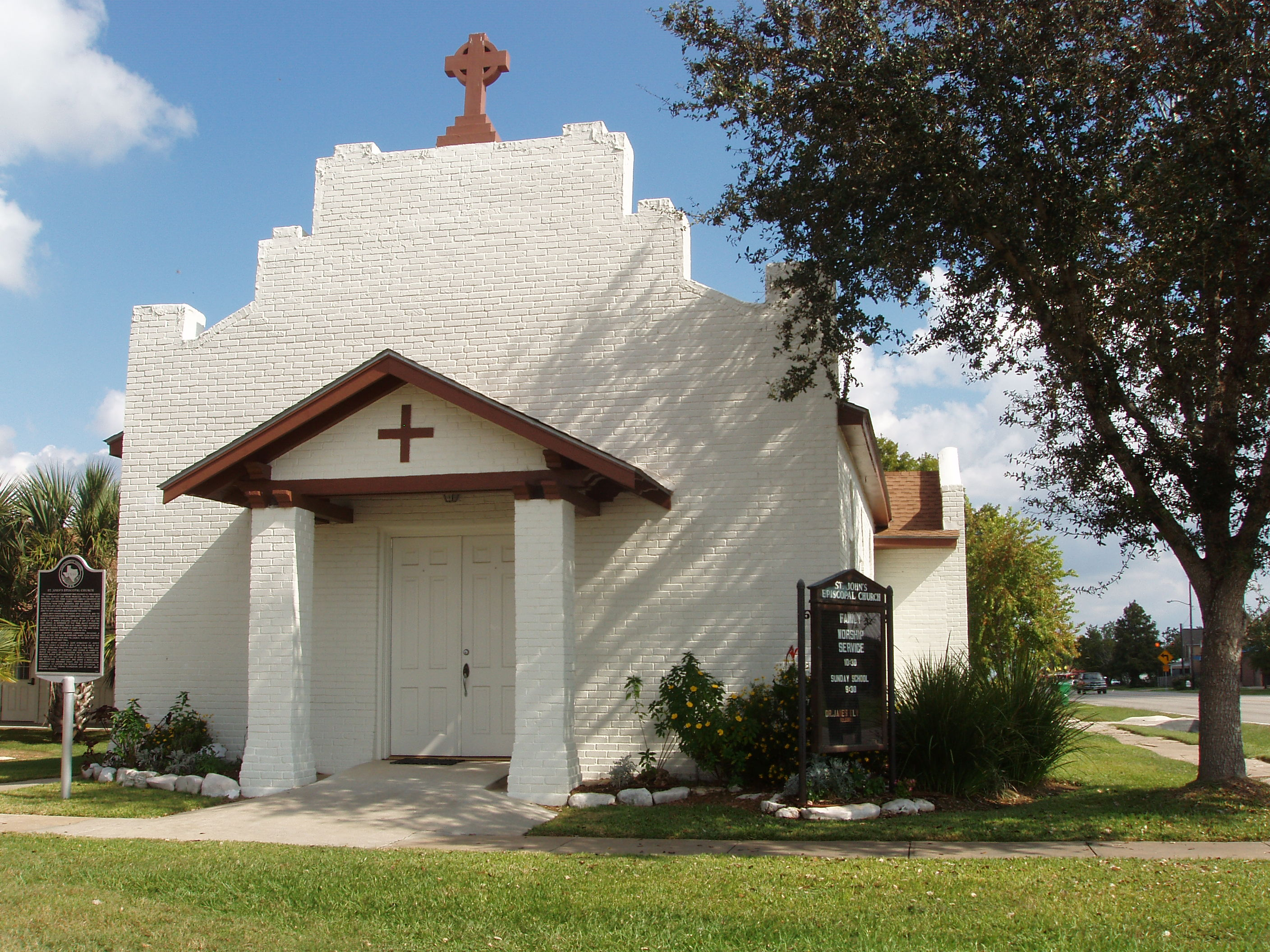
Episcopal Church in Palacios

Nach der Volkszählung im Jahr 2000 lebten im Matagorda County 37.957 Menschen in 13.901 Haushalten und 9.925 Familien. Die Bevölkerungsdichte betrug 13 Einwohner pro Quadratkilometer. Ethnisch betrachtet setzte sich die Bevölkerung zusammen aus 67,83 Prozent Weißen, 12,72 Prozent Afroamerikanern, 0,67 Prozent amerikanischen Ureinwohnern, 2,38 Prozent Asiaten, 0,04 Prozent Bewohnern aus dem pazifischen Inselraum und 13,98 Prozent aus anderen ethnischen Gruppen; 2,38 Prozent stammten von zwei oder mehr Ethnien ab. 31,35 Prozent der Einwohner waren spanischer oder lateinamerikanischer Abstammung.
Von den 13.901 Haushalten hatten 36,7 Prozent Kinder oder Jugendliche, die mit ihnen zusammen lebten. 53,8 Prozent waren verheiratete, zusammenlebende Paare 12,7 Prozent waren allein erziehende Mütter und 28,6 Prozent waren keine Familien. 25,1 Prozent waren Singlehaushalte und in 10,4 Prozent lebten Menschen im Alter von 65 Jahren oder darüber. Die durchschnittliche Haushaltsgröße betrug 2,70 und die durchschnittliche Familiengröße betrug 3,25 Personen.
30,0 Prozent der Bevölkerung war unter 18 Jahre alt, 8,9 Prozent zwischen 18 und 24, 26,9 Prozent zwischen 25 und 44, 21,8 Prozent zwischen 45 und 64 und 12,4 Prozent waren 65 Jahre alt oder älter. Das Medianalter betrug 35 Jahre. Auf 100 weibliche Personen kamen 98,6 männliche Personen und auf 100 Frauen im Alter von 18 Jahren oder darüber kamen 95,5 Männer.

Das jährliche Durchschnittseinkommen eines Haushalts betrug 32.174 USD, das Durchschnittseinkommen einer Familie betrug 40.586 USD. Männer hatten ein Durchschnittseinkommen von 37.733 USD, Frauen 21.871 USD. Das Prokopfeinkommen betrug 15.709 USD. 14,9 Prozent der Familien und 18,5 Prozent der Einwohner lebten unterhalb der Armutsgrenze.

## Städte und Gemeinden
| - Bay City - Blessing - Buckeye - Cedar Lake | - Cedar Lane - Clemville - Collegeport - Elmaton | - Markham - Matagorda - Midfield - Palacios | - Pledger - Sargent - Van Vleck - Wadsworth |